# Tetragonolobus conjugatus
Tetragonolobus conjugatus é uma espécie de planta com flor pertencente à família Fabaceae. 
A autoridade científica da espécie é (L.) Link, tendo sido publicada em Enumeratio Plantarum Horti Regii Berolinensis Altera 2: 264. 1822.

## Portugal
Trata-se de uma espécie presente no território português, nomeadamente os seguintes táxones infraespecíficos:
- Tetragonolobus conjugatus subsp. requienii - presente em Portugal Continental. Em termos de naturalidade é nativa da região atrás referida. Não se encontra protegida por legislação portuguesa ou da Comunidade Europeia.